# 中国中央电视台戏曲·音乐频道
中国中央电视台戏曲·音乐頻道是中国中央电视台拥有的一条以综艺及文化类节目为主的专业电视频道，于1996年1月1日开播，采用普通话进行广播。

## 历史
- 1996年1月1日，中国中央电视台戏曲·音乐频道在CCTV-8开播，北京地区以DS-15频道无线传输，开播初期仅在北京地区播出。
- 1996年1月15日，CCTV-3与CCTV-8台标互换，CCTV-8调整为文艺频道，CCTV-3调整为戏曲·音乐频道。最初主要負責廣播戲曲、音樂類節目，每周一、三、五以戏曲节目为主，二、四、六以音乐节目为主，每天共播出17个小时。
- 1996年7月1日，中国中央电视台戏曲·音乐频道正式上星播出，以加密方式覆盖全国。
- 1999年8月17日改版後，更名為戲曲·音樂·综艺頻道，則主要負責廣播戲曲、音樂、歌舞等娛樂類節目；2000年12月18日全新改版，正式更名為綜藝頻道。

## 节目

### 曾播出栏目

#### 戏曲节目
| - 《戏迷园地》 - 《戏曲采风》 - 《戏苑百家》 - 《戏曲大舞台》 | - 《名段欣赏》 - 《知识库》 - 《梨园群英》 |

#### 音乐节目
| - 《音乐直播厅》 - 《星星擂台》 - 《中国音乐电视60分》 - 《星星音乐会》 | - 《音乐知多少》 - 《我的成名曲》 - 《请跟我唱》 - 《银屏歌声》 | - 《外国音乐》 - 《音乐电视赏析》 |

#### 重播同系频道节目
| - 《东方时空》 - 《实话实说》 - 《新闻联播》 (从1996年5月1日由CCTV-2改为CCTV-3重播，播出时间为22:30) |